# 議員記章

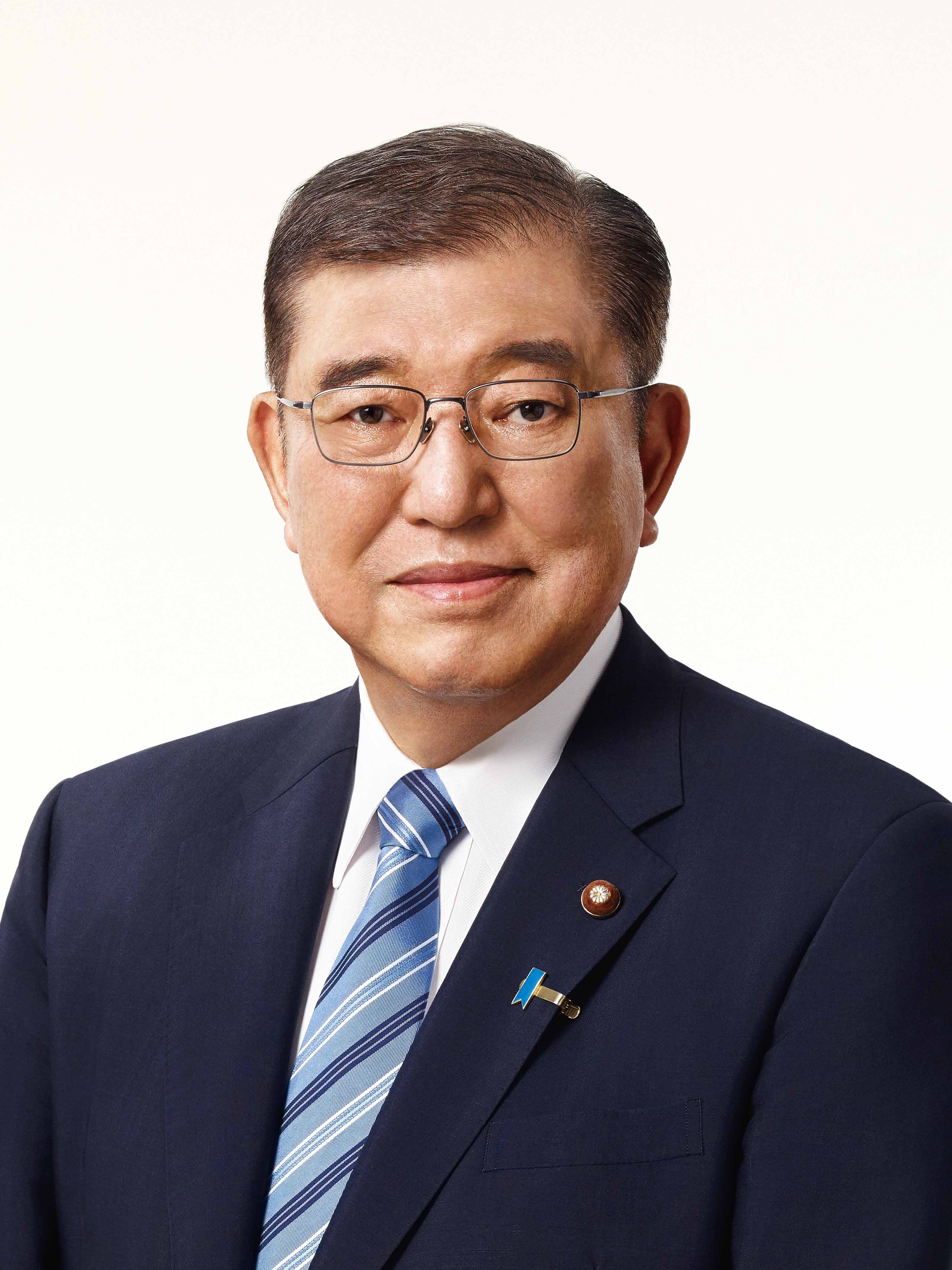
衆議院議員記章を着用した石破茂

議員記章（ぎいんきしょう）とは、衆議院議員および参議院議員ならびに都道府県、市町村、特別区の議会議員が着用する記章。一般に議員バッジとも称される。都道府県議会や市町村議会の場合、正式名称は議員徽章や議員章と称するところもある。以下、議員バッジと表記する。

## 議員バッジに関する義務並びに特典
国会では国会議員が本会議場に入場する際、議員バッジを着用しなければならない。
これは弁護士・検察官・裁判官同様、国会議員は記章のみが身分証明となるためである。（中田宏は衆議院議員時代、バッジ以外の身分証明が鉄道の無料パスしかない為に、国会議員であると証明するのに苦労した事があるという。著書「国会の掟」中「国会の中はこうなっている」より）着用せずに入館しようとすると衛視に制止される。2005年以降はクールビズに対応して、本人が申請すればカード式身分証が交付されている。
現在は、国家公務員身分証明書も発給されている。
議員バッジは選挙ごとに一つ新調され、任期満了や辞職、衆議院解散によって議員の身分を失っても返還する義務はない。
地方議会においては、必ずしも会議場に入場する際に議員バッジを着用する義務を課していない場合がある。
そのため、議員バッジを着用せずに議会に臨む地方議員も存在する。

## 議員バッジの意匠
議員バッジは、国会議員および各地方自治体の議員それぞれ違った意匠のバッジを制定し、バッジにより各級議員の混同を避け、区別、識別できるようにしている。概ねこれら議員バッジは、金色の金属製台座にモール織の生地（またはビロード）を張り、その中央に金属製の模様を配した特有の形状をしているが、地方自治体の中には企業の社員章と同様の全金属製バッジや七宝を施したバッジを用いているところもある。

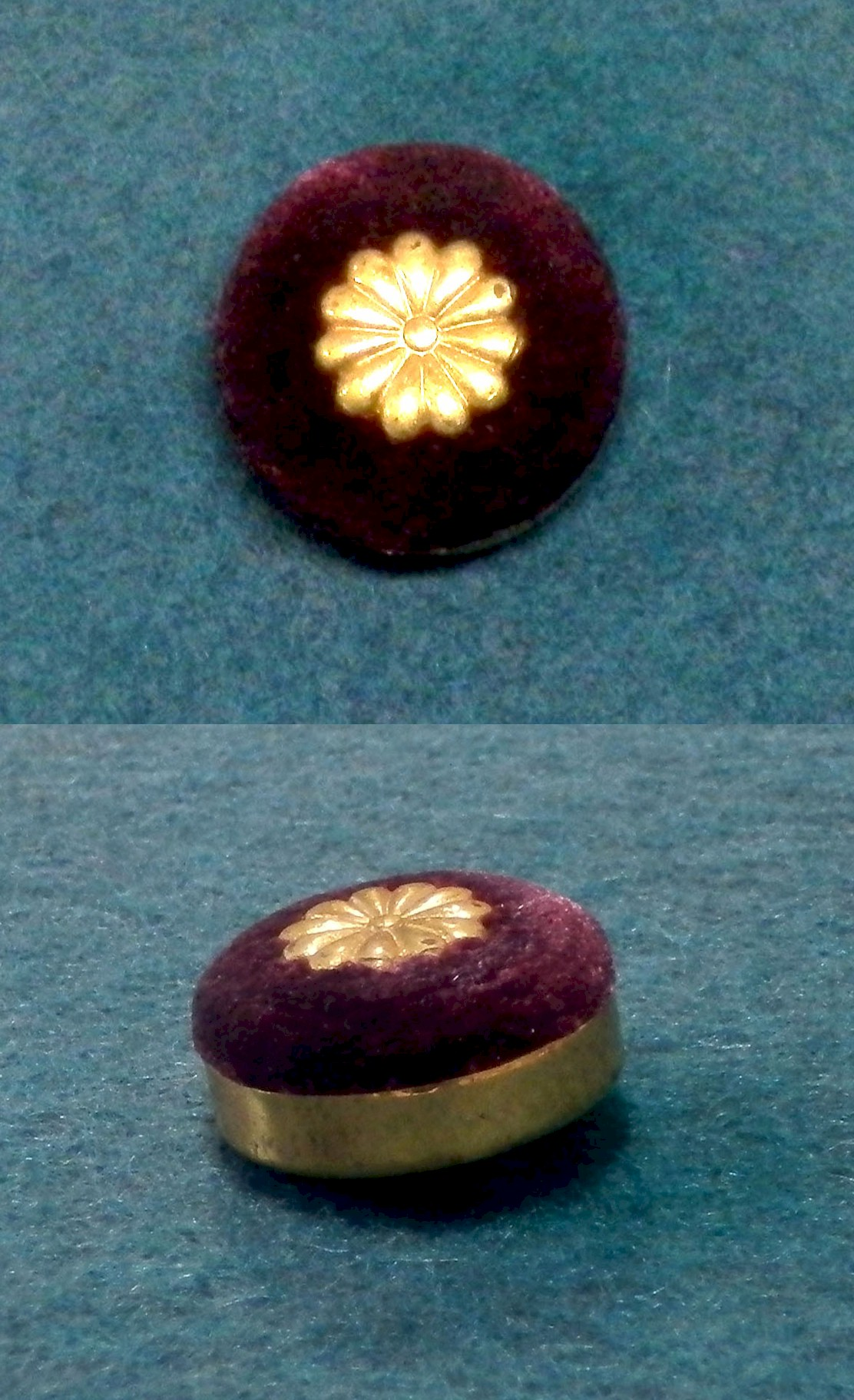
衆議院議員バッジ（2012年）

- 衆議院議員のバッジ
直径約20ミリの金属製台座に赤紫色のモールを取り付け、その中央に金色の金属製11弁菊花模様を配している。金属部分は真ちゅう金メッキ[1]。
なお、遅くとも1980年頃から2021年までバッジのサイズが18ミリで調製されていた。
- 参議院議員のバッジ
直径約20ミリの金属製台座に紺色のモールを取り付け、その中央に、衆議院のものより一回りほど大きい金色の金属製11弁菊花模様を配している。金属部分は銀地金に金張り[1]。

紛失防止用に記章本体と裏の留め金部分を連結する正絹製の組紐が取り付けられているが、面倒であるため使わない議員が多いという。裏の留め具には3種類あり、タイタック型、カフス形、安全ピン型がある。衆議院議員の場合、｢第○○回総選挙｣と、当選した総選挙の回次が船ネジに表記されている。
- 都道府県議会議員のバッジ
都道府県議会議員の記章には、全国共通の記章があり、多くの都道府県でこの記章を採用している。

共通記章は、直径約18ミリの金属製台座に紺色のモールを取り付け、その中央に金色の金属製花心（花のおしべやめしべ）模様を配している。金属部分は、金めっき、金張り、更には台座や模様自体が8金から22金製のものまであり、各都道府県の財政状況などによって材質に差がある。また紛失防止用に記章本体と裏の留め金を連結する正絹製の組紐が取り付けられている。この共通記章を採用していない自治体では、花心部分をその自治体の県章などに置き換えた、独自の記章を制定して用いている自治体もある。この独自記章も概ねモールの色は紺色である。なお、大阪府議会は、金色歯車と銀色桜花の組み合わせの金属製バッジが独自にあり、共通記章もあわせて交付されていたが、2011年4月以降、共通記章は交付されなくなった。その後コスト面の問題から大阪府議会では純金製の議員バッジの利用を廃止し、木製のバッジに統一すると決した。
- 市議会議員のバッジ
市議会議員の記章にも全国共通の記章があるが、政令指定都市とその他の市（中核市、特例市、一般市）では異なる共通記章を制定している。
- 政令指定都市議会議員のバッジ
政令指定都市議会議員の記章には、全国共通の記章があり、多くの政令指定都市でこの記章を採用している。

共通記章は、直径約19.5ミリの金属製台座に赤紫色のモールを取り付け、その中央に金色の金属製桜花模様を配している。
金属部分は、金めっき、金張り、更には台座や模様自体が8金から22金製のものまであり、各政令指定都市の財政状況などによって差があると言われている。また紛失防止用に記章本体と裏の留め金を連結する正絹製の組紐が取り付けられている。
この共通記章を採用していない自治体では、桜花部分をその自治体の市章などに置き換えた、独自の記章を制定して用いている例もある。この独自記章も概ねモールの色は赤紫色である。
大阪市会は金色金属製3つの澪標の組み合わせの意匠の入った緑色モールのバッジ、京都市会は金色菊花のふちどりに銀色市章の略章の組み合わせの金属製バッジである。
- 政令指定都市以外の市議会議員のバッジ
政令指定都市以外の市議会議員の記章には、全国共通の記章があり、多くの市でこの記章を採用している。

共通記章は、直径約15ミリの金属製台座に赤紫色のモール、中央に金色の金属製左ひねりの透かし10弁菊花模様、更にその中央には円に囲まれた直径3.7ミリの「市」の文字を配している。金属部分は、金めっき、金張り、更には台座や模様自体が8金から22金製のものまであり、各市の財政状況などによって材質に差があると言われている。政令指定都市以外の市議会議員の記章には、紛失防止用の組紐はない。
この共通記章を採用していない自治体では、透かし菊花部分をその自治体の市章などに置き換えた独自の記章を制定して用いている例もある。この独自記章も概ねモールの色は赤紫色である。
- 市議会議員の永年勤続バッジ
政令指定都市以外の市議会議員の議員には、永年勤続を表彰するため全国市議会議長会により特別仕様の永年勤続バッジが設けられ、贈呈されている。

この永年勤続バッジは、市議会議員勤続10年以上で金属部分が白金張に、それ以上では通常のバッジ中央に配されている「市」の文字の部分に宝石がはめ込まれ、15年以上でルビー、20年以上スピネル、25年以上ジルコン、30年以上ゴールデンサファイア、35年以上エメラルド、40年以上アメジスト、45年以上でガーネットとなる。さらに議長職の永年勤続は別の基準が設けられ、在職4年以上で金属部分が白金張、8年以上でルビー、12年以上スピネル、16年以上ジルコン、20年以上ゴールデンサファイヤ、24年以上エメラルド、28年以上アメジスト、32年以上はガーネットとなっている。
- 特別区の区議会議員のバッジ
東京都の特別区の区議会議員の記章は、それぞれの区によって独自の記章を制定している。

直径は17ミリで金属製台座に赤紫色のモールを使用するなど特徴は共通化されており、その中央に各区の区章やその他、各区の特徴を現す文様を配したものを用いている。
- 町村議会議員のバッジ
町村議会議員の記章には、全国共通の記章があり、多くの町村でこの記章を採用している。

共通記章は、直径約18ミリの金属製台座に紺色のモールを取り付け、中央に金色の金属製12弁菊花模様、更にその中央には「議」の文字を配しておりある。（この「議」の文字は、一般の議員は銀色だが、議長のみ金色のものを着用する。）これら一般議員の「議」の部分を除く金属部分は、金めっき、金張り、更には台座や模様自体が8金から22金製のものまであり、各町村の財政状況などによって材質に差がある。また紛失防止用に記章本体と裏の留め金を連結する正絹製の組紐が取り付けられている。この共通記章を採用していない自治体では、菊花部分をその自治体の町村章などに置き換えた、独自の記章を制定して用いている例もある。この独自記章も概ねモールの色は紺色である。

## 前議員記章（前議員バッジ）
- 国会議員
衆議院並びに参議院では現職議員が失職し、前議員となった場合、申請により前議員記章（前議員バッジ）を交付される。

前議員バッジの特典は国会の本会議において前議員席または公衆席に入場でき、また各委員会にも自由に入場することができる。他の議院の本会議は公衆席に限り入場できる。各委員会室については議院運営委員会以外は自由に入場し傍聴が可能。
前衆議院議員の場合はモール部分が黄色、前参議院議員の場合は緑色のバッジが交付される。
- 地方議員
地方議会でも前議員記章や名誉議員記章、議員待遇者記章など国会議員の前議員記章と同様な意義を持ったバッジを前議員や元議員等に配布している。

モールの色やバッジの大きさ、形までも様々で、モール部分の色には蝦茶色、濃茶色、茶色、緑色、青色などを用いることが多く、現職の議員と区別できるようにしている。このバッジで発生する特典などは各自治体により様々で、概ね自治体の行う行事、式典への招待、自治体が発行する刊行物の贈呈、死亡時には遺族に対して弔祭料の贈与等が一般的であるが、中にはその自治体の公営交通機関の優待乗車券の贈呈や公営文化施設（美術館、博物館、動物園、水族館等）等の入場料無料などの特典を付与している自治体もある。

## 議員バッジにまつわる話
- 2005年、衆議院議員の太田誠一により、議員バッジが権威の象徴として政治の後進性を助長させているとし、議員バッジ廃止案を提案した。
- 業界団体やその他民間の団体などの特に役員用の記章において、議員バッジに類似した形状をした「議員バッジ式記章」を用いているところがある（議員バッジと同じ製造業者の場合もあり、業者内では議員バッジと議員式バッジが混同される場合がある）。
- 福田赳夫が首相当時、バッジをつけ忘れて衆議院議場に入ろうとしたところ、衛視に制止され、あわてて辺りにいた当時の森喜朗内閣官房副長官からバッジを借りて入場したことがある。
- 衆議院と参議院では参議院議員バッジは金張のためやや高い。（衆議院15,400円、参議院16,500円）[1]
- 国会議員の場合、予備のバッジを買うことができるが、秘書など本人以外の代理購入には制限がある[1]。
- 衆議院議員は小選挙区で当選した人のバッジを「金バッジ」、比例単独の当選者のバッジを「銀バッジ」、比例復活者のバッジを「銅バッジ」と揶揄されることがある。
- 小川友三は虚偽の紛失届を出しては新たなバッジを入手し、それらを取り巻きにつけさせていた。こういった日頃の問題行動が他の議員の顰蹙を買い、参議院議員除名の遠因となったとされる[3]。
- 前議員であっても、議院運営委員会の申し合わせなどにより前議員記章が交付されない場合がある。最初の例となったのが、1994年7月に選挙時の経歴詐称事件による公職選挙法違反により当選無効になった参議院議員の新間正次[4]であり、次の例は2023年3月に参議院議員を除名されたガーシー（本名・東谷義和、政治家女子48党（旧・NHK党）所属）で、2023年現在で2例発生している。ガーシーへの前議員記章不交付決定については、参議院議院運営委員会は理由として「初当選以来、一度も国会に登院しておらず、院議に反した」などとしており[5]、自民党の参議院幹事長である世耕弘成はガーシーへの前議員記章の不交付決定に関して「登院をしなかった人が除名後に国会内に立ち入るのは矛盾している」と議運の判断を支持するコメントを出している[6]。
- 衆議院解散により失職した「前」議員の中には議場から退出する前に外す者もいる[7]。

## 外国の議員記章（議員バッジ）
海外の議会では議員バッジはほとんど使用（制定）されていないが、韓国には日本と同様のバッジ制度があり着用義務がある。